# Station Duivendrecht
Station Duivendrecht is een trein- en metrostation dat in gebruik werd genomen in 1993, met de opening van de Zuidelijke tak van de Ringspoorbaan rond Amsterdam. Daarmee kwam de verbinding tussen Amsterdam RAI via Duivendrecht en Diemen Zuid met Weesp tot stand, waarmee Schiphol een rechtstreekse verbinding met Almere en Amersfoort verkreeg. Het station ligt in de gemeente Ouder-Amstel, aan de rand van het dorp Duivendrecht en het Amsterdamse stadsdeel Zuidoost.
Opvallend aan het station is dat het een relatief zeer groot opgezet station is voor het redelijk kleine aantal reizigers, dat logischerwijs sterk is afgenomen nadat de Utrechtboog in 2006 tot stand kwam. Verder valt op dat metrolijn 53 er, ondanks dat het een groot overstapstation is, niet halteert, maar wel onder het station doorrijdt.

## Stopplaats
Van 1 maart 1897 tot 15 mei 1938 heeft er ook al een stopplaats Duivendrecht bestaan. Deze lag aan de spoorlijn van Amsterdam naar Utrecht tussen Station Amsterdam Weesperpoort en Station Abcoude, enkele honderden meters ten zuiden van het huidige station, bij een overweg met een daar niet meer bestaande straat (Ouderkerkerlaan/Diemerlaan). Deze schuine overweg lag ongeveer waar nu de noordelijke toegang van metrohalte Strandvliet ligt. De zijperrons waren voorzien van elk een houten abri. Ook was er aan de andere kant van de overweg een wachterwoning. Naast het geringe aantal reizigers was de sluiting ook het gevolg van het omhoog brengen van de spoorbaan tussen Duivendrecht en het Amstelstation in het kader van de spoorwegwerken Oost en men het niet verantwoord vond een nieuw station in de dan hooggelegen baan te bouwen.

## Station
Duivendrecht is een kruisingsstation met twee sporen op niveau 1 (maaiveld = 0) en vier op niveau 2, waarvan de middelste twee in gebruik zijn voor de metrolijnen 50 en 54. Boven is voor elk van beide richtingen een perron met aan de ene zijde het treinspoor en aan de andere zijde het metrospoor, dus er wordt een cross-platform-overstap geboden tussen trein en metro.
Er is een uitgang aan de zuidwestzijde (Stationsplein) en een bij de Sint-Urbanuskerk aan de noordzijde (Rijksstraatweg), tevens ten noorden van metrolijn 53 die onder de treinsporen doorloopt.

### OV-chipkaart
Dit station is afgesloten met OVC-poorten met een gemeenschappelijk OV-chipkaartgebied voor NS en GVB. De afscheiding van het buitengebied is bij de uitgangen op de begane grond. Er zijn aparte rijen poortjes per vervoerder, en op de gemeenschappelijke trein/metroperrons staan paaltjes met kaartlezers van beide vervoerders. Overstappende passagiers checken uit en bij de andere in zonder naar beneden te hoeven lopen.

### Overstapstation

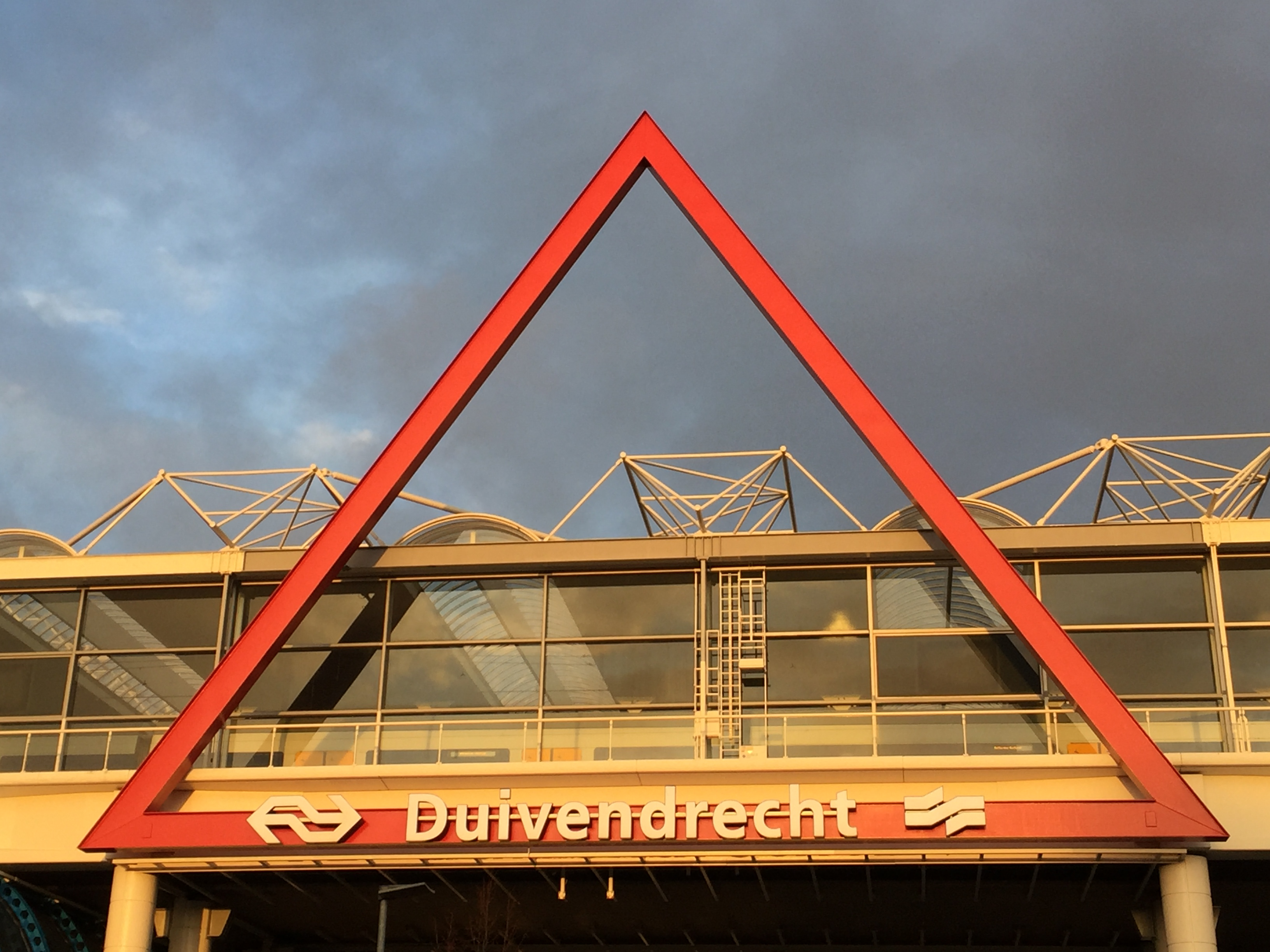
Station Duivendrecht (2019)

Ten tijde van de bouw van het station, en tot 13 jaar na opening, was er tussen Utrecht en Schiphol geen rechtstreekse treinverbinding. Daarom werd Duivendrecht aangelegd met een belangrijke overstapfunctie tussen de spoorlijn Amsterdam – Utrecht en de spoorlijn Schiphol – Weesp. Daarnaast is het een overstapstation op de metro richting het (uitgestrekte) kantorengebied bij de Bijlmer. Het station is net als station Amsterdam Sloterdijk in twee niveaus uitgevoerd. Er is weliswaar een toegang naar het dorp Duivendrecht, maar deze is helemaal achteraan het perron en duidelijk van ondergeschikt belang.
In 1997 werd metrolijn 50 geopend waardoor Duivendrecht een aantrekkelijk overstapstation werd voor reizigers richting (of uit) Amsterdam-West. Ook werd door de komst van deze metro de frequentie op bestaande verbindingen, bijvoorbeeld richting Amsterdam Bijlmer of Amsterdam RAI, verhoogd. Het aantal OV-verbindingen nam toe doordat meer intercity's in Duivendrecht gingen stoppen: in de eerste jaren na de opening in 1993 stopte alleen de intercity Den Helder - Nijmegen in Duivendrecht, andere intercity's reden medio jaren 90 nog door. Maar vanaf mei 1998 gingen ook de intercity's Haarlem - Limburg en Schiphol - Leeuwarden/Enschede in Duivendrecht stoppen. Door de intercityverbinding met Duivendrecht, en de hogere frequenties, was het ondanks de grotere omweg vaak sneller en praktischer om vanuit Utrecht via Duivendrecht naar Almere te reizen dan via Hilversum. Vanaf juni 2001 stopten sommige ICE's van en naar Keulen en (vanaf 2002 Frankfurt) in Duivendrecht. 
Op 12 maart 2006 werd de Utrechtboog in gebruik genomen; een rechtstreekse hoogwaardige verbinding tussen Utrecht en Schiphol is sinds die tijd mogelijk. Doordat er vanaf 2003 ook meer rechtstreekse treinen waren gaan rijden tussen Utrecht en Almere via de Gooiboog, verloor Duivendrecht zijn overstapfunctie grotendeels. Het aantal stoppende intercity's uit de richting Utrecht werd eerst verminderd, en sinds 10 december 2006 stoppen de intercity's tussen Amsterdam Centraal en Utrecht in het geheel niet meer op het station. Reizigers vanuit Duivendrecht in de richting Utrecht Centraal moeten op sommige tijdstippen overstappen op station Breukelen of Amsterdam Bijlmer ArenA. Ook ICE's stoppen sinds december 2006 niet meer op het station (Schiphol-reizigers naar en van Duitsland kunnen sinds 2006 immers in Utrecht overstappen). Doordat station Amsterdam Bijlmer ArenA (dat gunstiger ligt en meer busverbindingen heeft) vanaf eind 2006 een gedeeltelijke intercitystatus kreeg verviel een andere overstapfunctie van station Duivendrecht: treinreizigers uit de richting Utrecht die in Amsterdam-Zuidoost willen zijn, stappen sinds die tijd meteen in station Amsterdam Bijlmer ArenA uit en hoeven niet meer, zoals voorheen, in Duivendrecht uit te stappen om vervolgens de metro (terug) te nemen richting station Amsterdam Bijlmer ArenA.
Duivendrecht heeft zijn overstapfunctie behouden voor reizigers uit het Gooi en Flevoland, voor aansluiting naar Amsterdam Amstel, Amsterdam Bijlmer ArenA en Holendrecht, zowel per trein als per metro. Zo stoppen, in tegenstelling tot de lijn Amsterdam - Utrecht op niveau 2, op niveau 1 de helft van de intercity's voor de richting Almere en alle in de richting Amersfoort.
Met ingang van december 2016 is de dienstregeling dusdanig gewijzigd, dat een deel van de intercity's uit de richting Lelystad en Almere niet langer stopt in Duivendrecht. Vanaf de 2025 dienstregeling maakt de Intercity Direct tussen Breda en Amersfoort-Schothorst en tussen Lelystad Centrum en Rotterdam Centraal een stop op Duivendrecht. De Eurocity Direct tussen Lelystad-Centrum en Brussel-Zuid komt wel door het station maar stopt er niet. 

### Spoorindeling
Voor de treinen dragen de sporen beneden de nummers 1 en 4. De treinsporen boven dragen de nummers 5 en 8, de metrosporen daartussenin 6 en 7. De spoornummers 2 en 3 worden niet gebruikt.
De perrons beneden zijn in de periode 2013-2016 verschoven. Dat wil zeggen dat de perrons aan de westzijde met 75 meter werden verkort en aan de oostzijde met 75 meter werden verlengd.

### Treinverbindingen
De volgende treinseries stoppen in de dienstregeling 2025 te Duivendrecht:
- boven:

| Serie | Treinsoort    | Route | Bijzonderheden |
| ----- | ------------- | --- | --- |
| 4000  | Sprinter (NS) | Uitgeest – Zaandam – Amsterdam Centraal – Duivendrecht – Breukelen – Woerden – Gouda – Rotterdam Centraal | |
| 7400  | Sprinter (NS) | Uitgeest – Zaandam – Amsterdam Centraal – Duivendrecht – Breukelen – Utrecht Centraal – Driebergen-Zeist  | Rijdt alleen tijdens de brede spitsuren, waarbij net na de ochtendspits en net vóór de middagspits enkel tussen Uitgeest en Utrecht Centraal v.v. wordt gereden. |

- beneden:

| Serie | Treinsoort            | Route | Bijzonderheden |
| ----- | --------------------- | --- | --- |
| 1800  | Intercity direct (NS) | Breda – Rotterdam Centraal – Schiphol Airport – Amsterdam Zuid – Duivendrecht – Hilversum – Amersfoort Centraal – Amersfoort Schothorst                                  | Via HSL. Rijdt na circa 20:00, op zaterdagochtend tot 9:00 en op zondagochtend tot 9:30 niet tussen Breda en Rotterdam Centraal. |
| 2400  | Intercity direct (NS) | Lelystad Centrum – Almere Buiten – Almere Centrum – Duivendrecht – Amsterdam Zuid – Schiphol Airport – Rotterdam Centraal                                                | Via HSL. Wordt na 20:00 uur en op zondag vervangen door Intercity direct 12400 die enkel tussen Amsterdam Zuid en Rotterdam Centraal rijdt. Vormt een halfuursdienst met Eurocity direct 9500. Rijdt tot 8:00 richting Lelystad twee maal per uur ter vervanging van de Eurocity direct 9500. |
| 4300  | Sprinter (NS)         | Den Haag Centraal – Leiden Centraal – Schiphol Airport – Amsterdam Zuid – Duivendrecht – Weesp – Almere Centrum – Almere Buiten – Almere Oostvaarders – Lelystad Centrum | |
| 5700  | Sprinter (NS)         | Utrecht Centraal – Hilversum – Weesp – Duivendrecht – Amsterdam Zuid – Schiphol Airport – Hoofddorp – Leiden Centraal                                                    | Rijdt niet na 20:00 uur. Rijdt vrijdag en in het weekend niet tussen Hoofddorp en Leiden Centraal. |

### Voorzieningen
- Albert Heijn to go
- Smullers

## Overig openbaar vervoer
Voordat het station geopend werd, was Duivendrecht de naam van het huidige metrostation Van der Madeweg. Dit was te zien in de haltenaam van Van der Madeweg, die als onderschrift Duivendrecht-Centrum kreeg maar sinds de renovatie van het station niet meer. Ook dat station had en heeft een overstapfunctie, maar alleen tussen de verschillende metrolijnen (50, 53 en 54).
Duivendrecht had daarnaast een belangrijk busstation moeten worden voor Amsterdam-Zuidoost. Dit is in de praktijk echter niet gebeurd. Er werd een groot busstation aangelegd dat op een ongunstige plaats ver van de bebouwing lag. Omdat de doorgaande lijnen steeds heen en weer moesten rijden, met het onvermijdelijke tijdverlies, besloot men de doorgaande lijnen te verleggen naar de noordzijde van het station, waar ook een ingang is. Dit was al eerder gebeurd met een nachtbuslijn omdat er op het station geen nachttreinen stopten. Op het busstation kwam nog maar één spitslijn. Over de voormalige laaggelegen goederenspoorbaan werd in 1994 een busbaan aangelegd waardoor de zuidzijde van het station weer kon worden aangedaan zonder telkens heen en weer te hoeven rijden. Begin 2006 heeft het weinig gebruikte busstation plaats gemaakt voor een parkeerterrein en de bushaltes werden verplaatst naar het trottoir. Er rijdt nog slechts één normale buslijn. Sinds 3 december 2014 is het internationale busstation van Eurolines op het station gevestigd. Eurolines doet vanaf hier diverse Europese bestemmingen aan.
Duivendrecht valt onder het concessiegebied Amsterdam. De volgende bussen en metro's van GVB doen station Duivendrecht aan sinds 7 april 2019:
| Soort    | Lijn | Route | Bijzonderheden |
| -------- | ---- | --- | -------------- |
| Stadsbus | 41   | Station Holendrecht - Duivendrecht - Amstelstation |                |
| Metro    |      | Gein - Station Holendrecht - Station Bijlmer ArenA - Station Duivendrecht - Station Zuid - Amstelveenseweg - Station Lelylaan - Station Sloterdijk - Isolatorweg |                |
| Metro    |      | Gein - Station Holendrecht - Station Bijlmer ArenA - Station Duivendrecht - Station Amstel - Centraal Station                                                    |                |

## Afbeeldingen

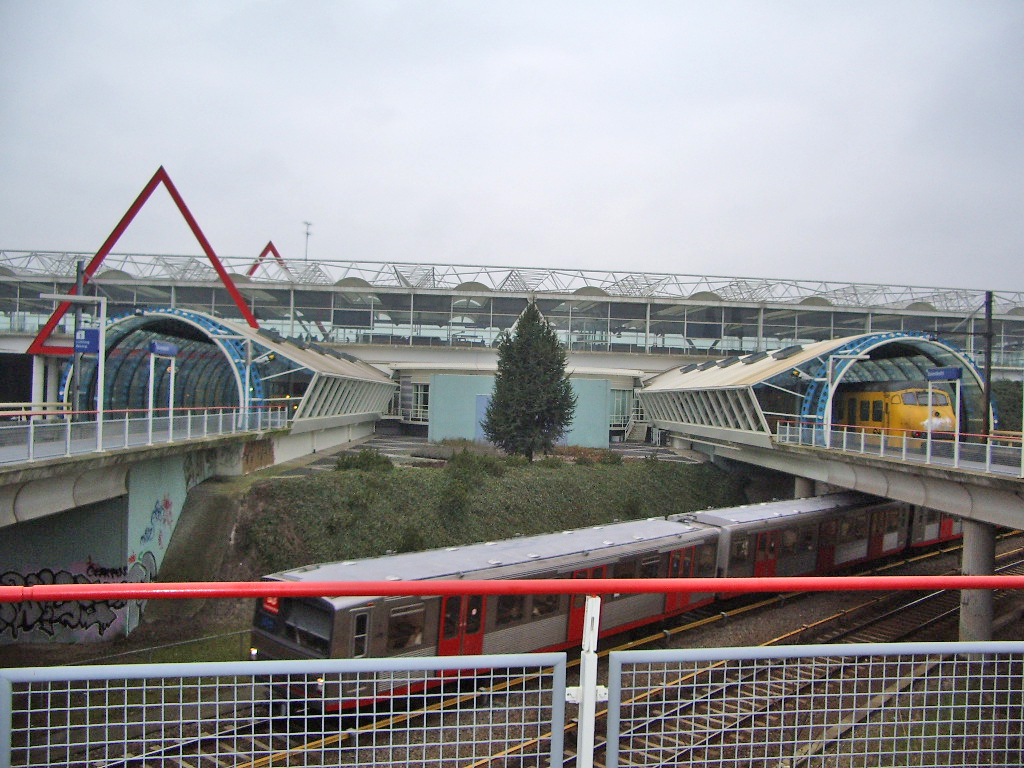
Station met op de voorgrond metro 53
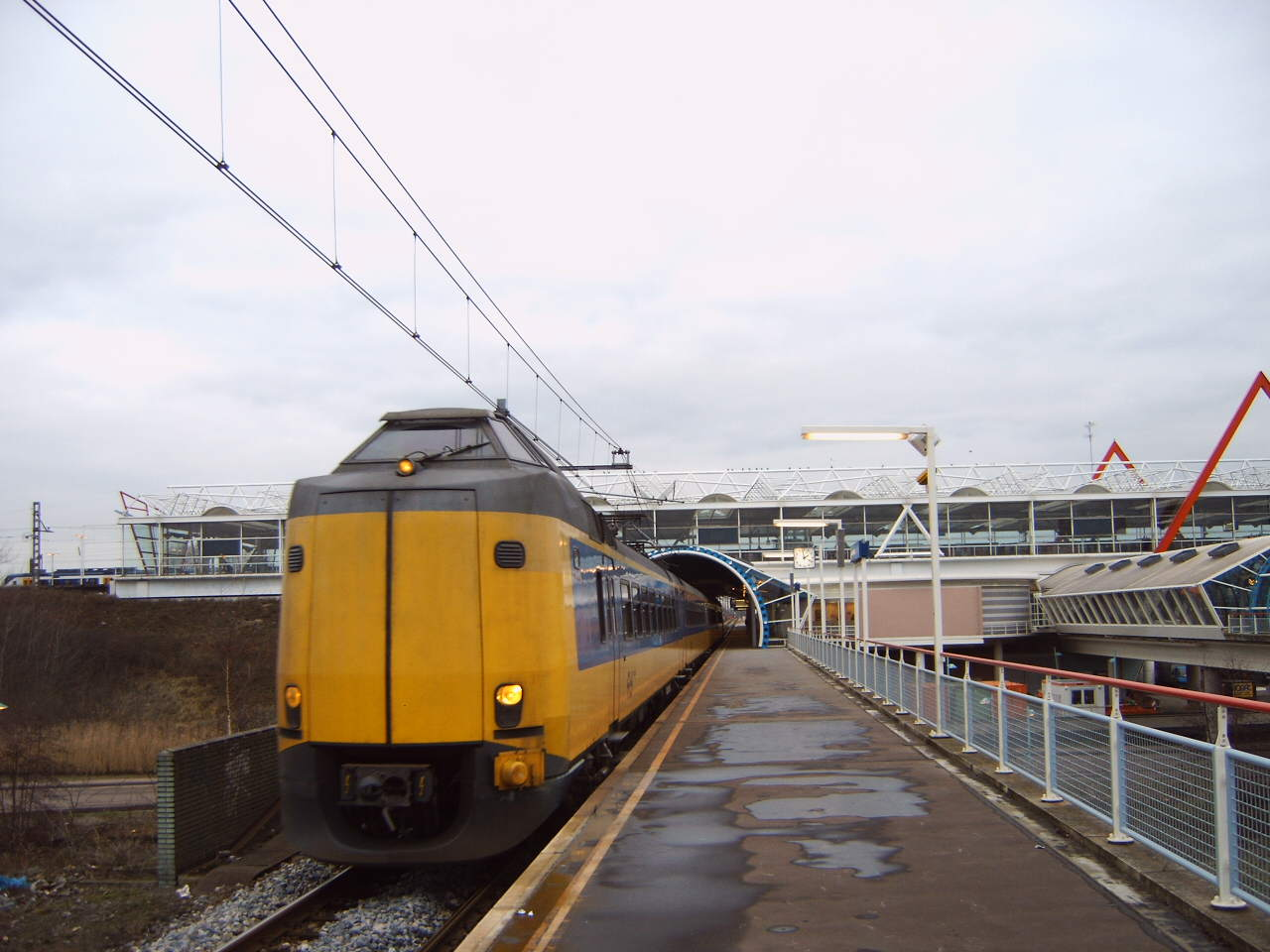
Overzicht met beide niveaus
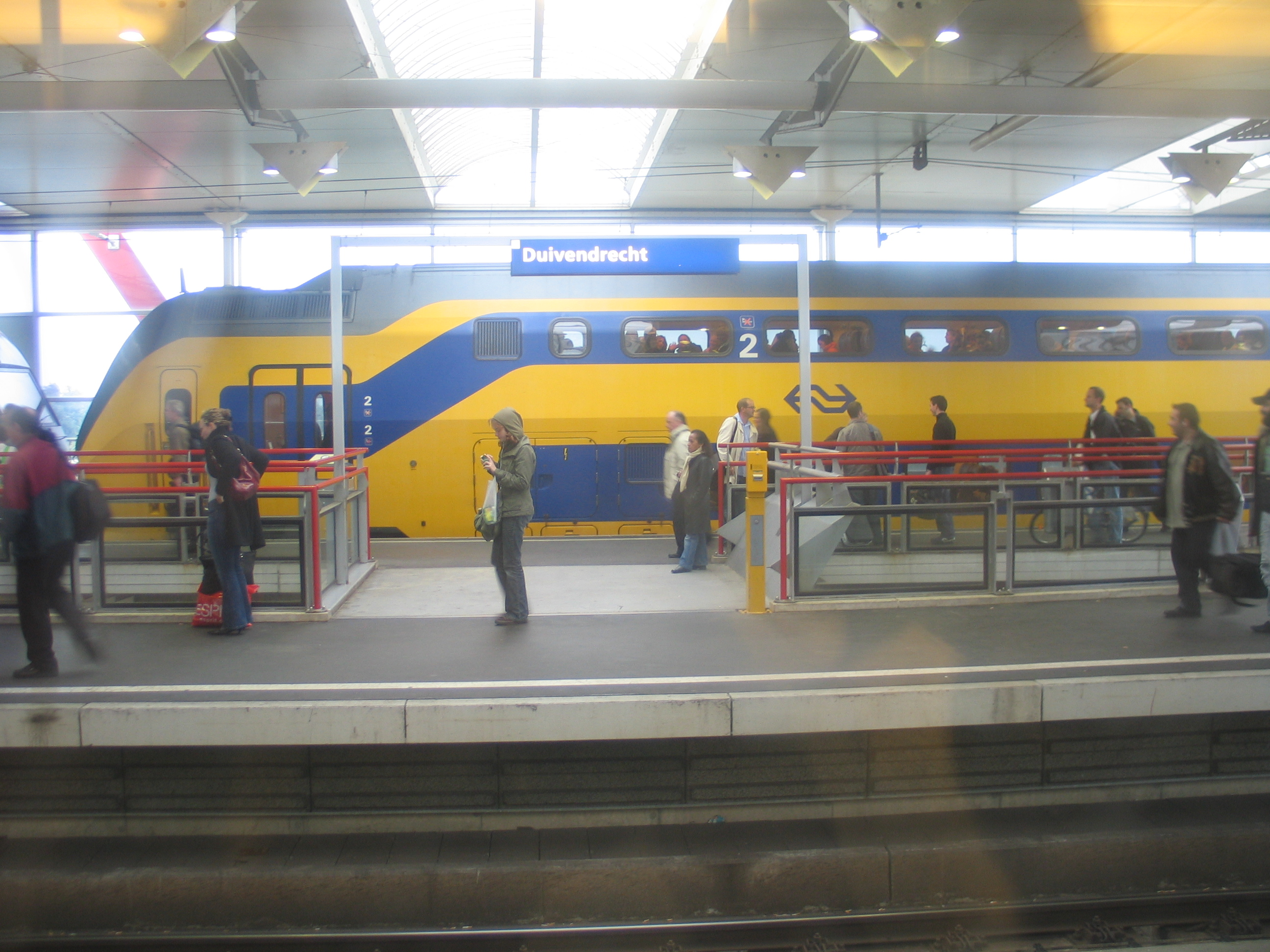
Perron met trein naar Utrecht Centraal
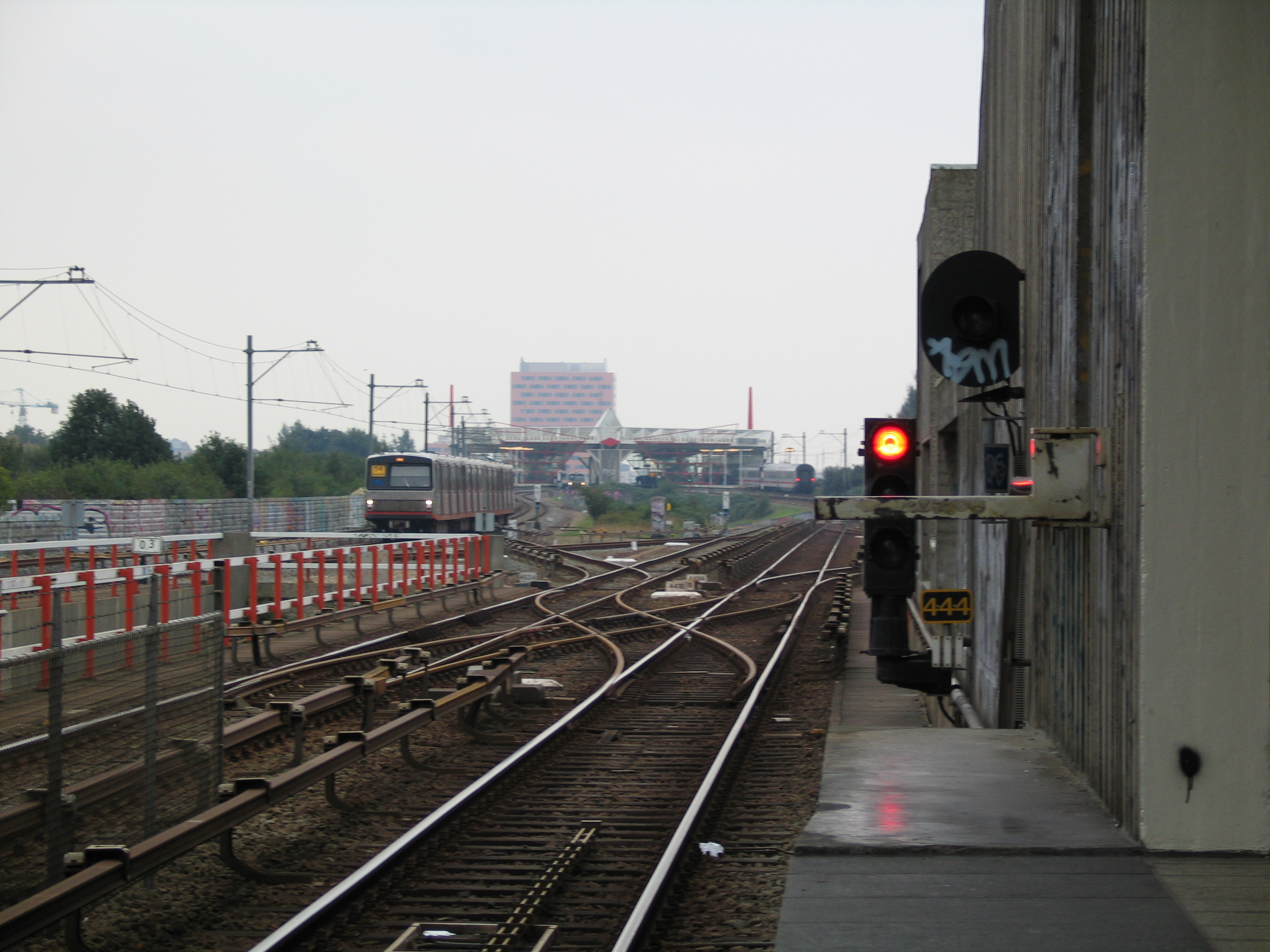
Station gezien vanaf metrostation Van der Madeweg
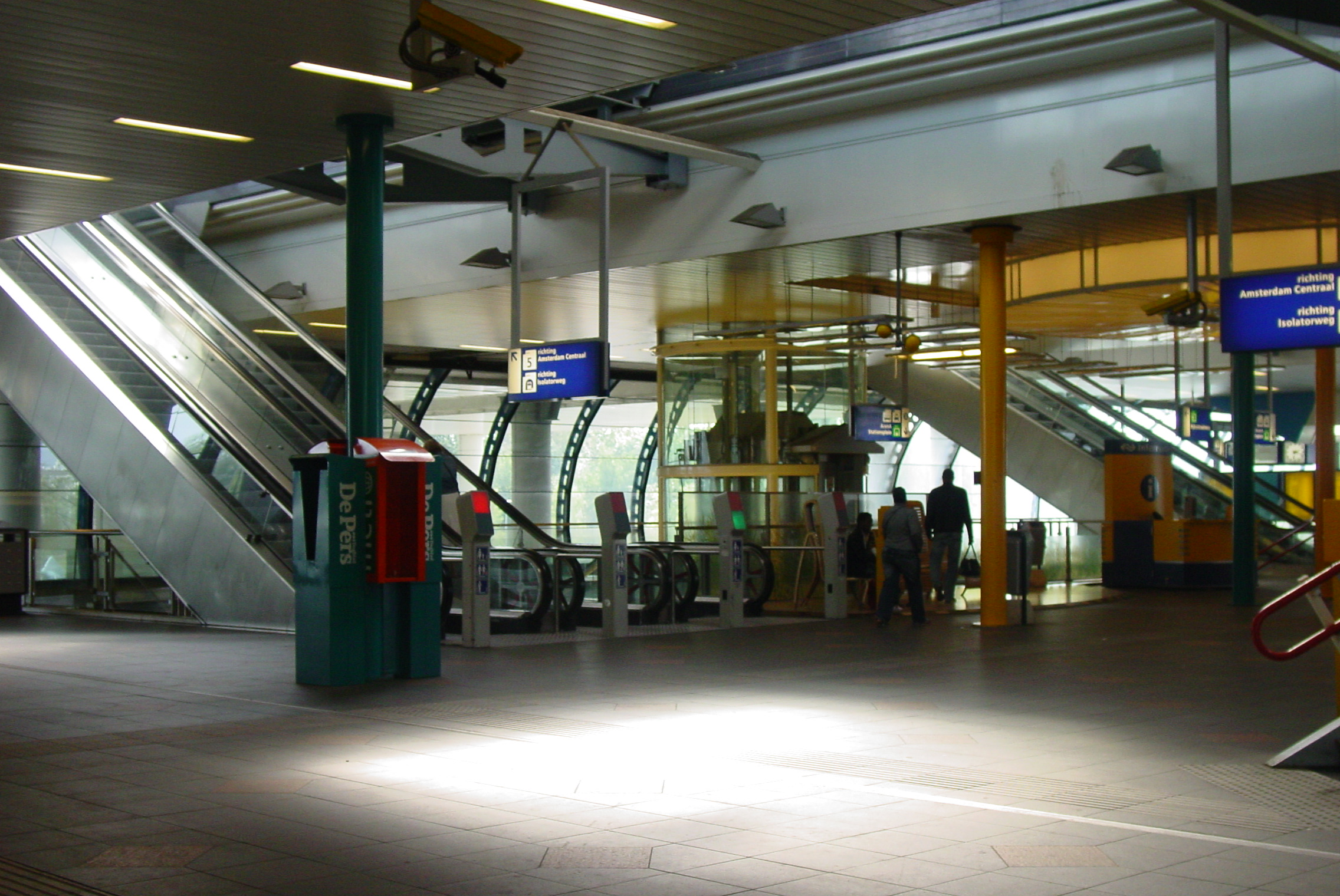
Stationshal

## Ontwikkeling aantal reizigers
Het aantal door NS vervoerde reizigers (per gemiddelde werkdag) ontwikkelde zich sedert 2019 als volgt:
| Jaar | Aantal reizigers |
| ---- | ---------------- |
| 2019 | 16.785           |
| 2020 | 7.134            |
| 2021 | 6.707            |
| 2022 | 9.408            |
| 2023 | 9.433            |
| 2024 | 9.459            |